# Jéki László
Jéki László (Pécs, 1942. augusztus 1. – Budapest, 2009. április 22.) magyar kísérleti magfizikus, 1975 és 1980 között a KFKI Részecske- és Magfizikai Kutatóintézetének tudományos igazgatóhelyettese, egyetemi tanár, a fizikai tudományok kandidátusa, tudományos újságíró,

## Életpályája
Fiatalkorát Pécsett töltötte, a Nagy Lajos Gimnáziumban érettségizett, majd Budapestre került és itt szerzett fizikus diplomát 1965-ben az Eötvös Loránd Tudományegyetemen. Ezután kutatásait a maghasadás témakörében végezte a Központi Fizikai Kutatóintézet Magfizikai Főosztályának Magfizika II. laboratóriumában, majd 1975-től 1980-ig a Részecske- és Magfizikai Kutatóintézet első tudományos igazgatóhelyetteseként dolgozott. 1972-ben kezdte meg komolyabban ismeretterjesztő munkáját, amely azonban olyan kiterjedtté vált, hogy a későbbi évek folyamán több száz újságcikke jelent meg és rendszeresen jelen volt a rádió és a televízió valamennyi csatornáján, 1980 és 1986 között pedig a MTESZ főtitkárhelyetteseként is dolgozott. Az élő adások népszerűvé tették és országosan elismertté vált. 1986-tól ismét a KFKI-ban dolgozott egészen az 1990-es évek elejéig, mint az RMKI tudományos főmunkatársa, 2007-ig pedig a szervezet tudományos titkáraként működött.

## Munkássága
Végzettsége fizikus volt, de tudománynépszerűsítő tevékenysége folytán lett ismert országszerte. Érdekődése különösen a magfizika, részecskefizika, atomenergetika, űrkutatás tárgykörében volt élénk, de a tudománytörténetben is sok munkája született. A Mindentudás Egyetemének rendszeres előadója volt. A Fizikai Szemle, a Magyar Tudomány, a Műszaki Élet szerkesztő bizottságának tagja volt éveken át, valamint lexikonok számára írt és fordított különböző témákban természettudományos tárgyú szócikkeket.

## Művei
- KFKI; Arteria Studio, Bp., 2001
- Vasasok Vasason asbányászat és vaskohászat a középkorban; Arteria Studio, Bp., 2002
- A gyilkos nő és a bab onyhatudományi írások; Étek Press, Bp., 2003
- A rózsa komplex függvényei; Héthatár, Pécs–Kozármisleny, 2009
- Szeressétek a spagettit!; Héthatár, Pécs–Kozármisleny, 2009
- Hamisítók, hamisítványok; Héthatár, Pécs, 2010
- Mágneskönyv; Héthatár, Pécs, 2012

## Díjak
- Prométheusz-érem, 1986
- A Mérnökök a Békéért és az Egyetemes Kultúráért Alapítvány díja és emlékérme, 1995.[4]
- Szilárd Leó professzori ösztöndíj, 1996.
- Magyar Asztronautikai Társaság Fonó Albert érem, 1998.
- MÚOSZ Hevesi Endre-díj, 1999.
- MTA Főtitkári dicséret, 2001.
- Akadémiai Újságírói Díj 2002.
- Magyar Köztársasági Érdemrend Lovagkeresztje, 2005.